# Вартберг-им-Мюрцталь
Вартберг-им-Мюрцталь (нем. Wartberg im Mürztal) — коммуна (нем. Gemeinde) в Австрии, в федеральной земле Штирия. 
Входит в состав округа Мюрццушлаг.  Население составляет 2262 человека (на 31 декабря 2005 года). Занимает площадь 23,68 км². Официальный код  —  61316.

## Политическая ситуация
Бургомистр коммуны — Инг. Вольфганг Пуче (СДПА) по результатам выборов 2005 года.
Совет представителей коммуны (нем. Gemeinderat) состоит из 15 мест.
- СДПА занимает 9 мест.
- АПС занимает 5 мест.
- АНП занимает 1 место.